# Euphalerus maculosus
Euphalerus maculosus är en insektsart som beskrevs av Crawford 1919. Euphalerus maculosus ingår i släktet Euphalerus och familjen rundbladloppor. Inga underarter finns listade i Catalogue of Life.